# Odontoschisma lutescens
Odontoschisma lutescens là một loài rêu trong họ Cephaloziaceae. Loài này được S. Hatt. mô tả khoa học đầu tiên năm 1950.